# Pectenobunus paraguayensis
Pectenobunus paraguayensis is een hooiwagen uit de familie Sclerosomatidae.